# Poleckiszki
Poleckiszki (biał. Паляцкішкі, Palackiszki; ros. Полецкишки, Poleckiszki) – agromiasteczko na Białorusi, w obwodzie grodzieńskim, w rejonie werenowskim, w sielsowiecie Podhorodno, przy granicy z Litwą.
Znajduje tu się rzymskokatolicka kaplica pw. Miłosierdzia Bożego z 1992 roku, należąca do parafii Świętych Apostołów Szymona i Judy Tadeusza w Woronowie.

## Historia
Pod zaborem rosyjskim oraz w Polsce do 18 grudnia 1925 roku siedziba zarządu gminy Aleksandrowo. W dwudziestoleciu międzywojennym leżały w Polsce, w województwie nowogródzkim, w powiecie lidzkim, w gminach Aleksandrowo (do 1925 roku), Mackiszki (1925 - 1929) oraz Werenów (od 1929 roku).
Po II wojnie światowej w granicach Związku Radzieckim. Od 1991 w niepodległej Białorusi. Do 18 października 2013 siedziba sielsowietu Poleckiszki. W 2009 roku 89,51% mieszkańców tego sielsowietu stanowili Polacy.